# Sylvie Landra
Sylvie Landra (...) è una montatrice francese.

## Riconoscimenti
- Premio César per il miglior montaggio
  - 1995: candidata - Léon
  - 1998: candidata - Il quinto elemento
  - 2000: candidata - Giovanna d'Arco
  - 2007: candidata - Un po' per caso, un po' per desiderio

## Filmografia

### Cortometraggi
- Taq' pas la porte (ferme pas la porte), regia di Sandro Agenor (1988)
- La route cachalot, regia di Sandro Agenor (1991)
- Un simple oubli, regia di Sandro Agenor (1992)
- Des hommes avec des bas, regia di Pascal Chaumeil (1995)
- I Got a Woman, regia di Yvan Attal (1997)
- Vagabond Shoes, regia di Jackie Oudney (2005)

### Lungometraggi
- Léon, regia di Luc Besson (1994)
- Des nouvelles du bon Dieu, regia di Didier Le Pêcheur (1996)
- Il quinto elemento (Le cinquième élément), regia di Luc Besson (1997)
- J'aimerais pas crever un dimanche, regia di Didier Le Pêcheur (1998)
- Giovanna d'Arco (The Messenger: The Story of Joan of Arc), regia di Luc Besson (1999)
- The Dancer, regia di Frédéric Garson (2000)
- Belfagor - Il fantasma del Louvre (Belphégor – Le fantôme du Louvre), regia di Jean-Paul Salomé (2001)
- A torto o a ragione (Taking Sides), regia di István Szabó (2001)
- Sueurs, regia di Louis-Pascal Couvelaire (2002)
- Jet Lag (Décalage horaire), regia di Danièle Thompson (2002)
- Catwoman, regia di Pitof (2004)
- Il risveglio del tuono (A Sound of Thunder), regia di Peter Hyams (2005)
- Between a Smile and a Tear, regia di Niels Lan Doky (2005)
- Viva Cuba, regia di Juan Carlos Cremata Malberti e Iraida Malberti Cabrera (2005)
- Un po' per caso, un po' per desiderio (Fauteuils d'orchestre), regia di Danièle Thompson (2006)
- L'île au(x) trésor(s), regia di Alain Berbérian (2007)
- Manolete, regia di Menno Meyjes (2007)
- Segreto di stato (Secret défense), regia di Philippe Haïm (2008)
- French Film, regia di Jackie Oudney (2008)
- Le code a changé, regia di Danièle Thompson (2009)
- Hideaways, regia di Agnès Merlet (2011)
- La Guerre des boutons, regia di Yann Samuell (2011)
- Delhi in a Day, regia di Prashant Nair (2011)